# Краще тобі не знати (Доктор Хаус)
«Краще тобі не знати» (англ. You Don't Want to Know)  — восьма серія четвертого сезону американського телесеріалу «Доктор Хаус». Прем'єра епізоду проходила на каналі FOX 20 листопада 2007. Доктор Хаус і його нова команда мають врятувати фокусника.

## Сюжет
Під час виконання небезпечного трюку у фокусника Фінна трапляється серцевий напад у камері з водою. Катнер і Коул спостерігали за фокусом, тому встигли витягнути чоловіка. В лікарні Хаус пропонує угоду: якщо один з претендентів у команду зможе принести йому спідню білизну Кадді, то у нього автоматично виробляється імунітет. Його точно залишать, але він також зможе вибрати двох, яких Хаус точно звільнить. Кантер робить декілька тестів, щоб перевірити роботу серця пацієнта (якщо пацієнт виявиться здоровим, то Хаус його звільнить). Жоден з них не показав ушкодження. Форман радить йому зробити МРТ легенів, але перед скануванням у Фінна починається внутрішня кровотеча у животі.
Хаус здогадується, що у животі Фінна є щось металеве. Він прямує до операційної і знаходить у шлунку хворого ключик для номера із камерою з водою. Через те, що пацієнт не хворий Хаус відсторонює Катнера від справи. Проте під час ще одного фокуса в палаті у Фінна починається кровотеча з носа і Хаус змінює свою думку і повертає Катнера. Коул показує всім спідню білизну Кадді і стає переможцем. Хаус наказує перевірити чоловіка на наявність кокаїну, а Ембер зробити біопсію судин біля серця. В квартирі пацієнта Тауб і Катнер знаходять кроликів, тому Хаус починає лікування від туляремії. Але невдовзі Фінн непритомніє і команда розуміє, що у нього не туляремія і взагалі не інфекція.
Коул і Ембер проводять МРТ всього тіла, щоб знайти рак. Перед скануванням Фінн каже Коулу, що помре завтра о цій же порі. МРТ показує нові кровотечі по всьому тілу. Форман вважає, що у чоловіка амілоїдоз, але для нього не вистачає одного симптому. Тому команда вивчає історію хвороби пацієнта. Невдовзі у Фінна трапляється ряд нападів і починають відмовляти нирки. Команда робить біопсію підшкірного жиру, щоб підтвердити амілоїдоз. Проте Катнер і Тринадцята вважають, що кров, яку перелили пацієнту, була зараженою і тепер у нього інфекція. Хаус прагне довести їм, що вони помилилися і робить переливання собі. Згодом він також заражується, але виявляється, що Тринадцята накачала його наркотиками.
Фінна мають вести на опромінення, щоб невдовзі зробити пересадку спинного мозку через амілоїдоз. Але Хаус розуміє, що перевірка групи крові хибна і Фінну дали четверту, хоча насправді у нього друга. Також він розуміє, що у нього вовчак. Пацієнту призначають стероїди і він одужує.
Коул має вибрати двох, кого звільнить Хаус, це Ембер і Катнер. Такий вибір змусив Хауса задуматись і він зрозумів, що Кадді сама дала йому свою білизну, а Коул мав назвати не потрібних для неї претендентів у команду. Хаус звільняє Коула.

## Цікавинки
- Хаус вважає, що у Тринадцятої якесь захворювання, проте вона запевняє його, що вона здорова. Хоча протягом серії Хаус помічає симптоми неврологічного захворювання і невдовзі вона зізнається, що можливо у неї хвороба Генгтінтона.